# Université américaine au Caire
Pour les articles homonymes, voir AUC.
L'université américaine au Caire ou American University in Cairo (AUC) est une université située au Caire, en Égypte. Fondée par l'American Mission in Egypt en 1919, une institution protestante missionnaire américaine, elle dispense un enseignement uniquement en anglais.

## Historique
L'Université américaine du Caire (AUC) est fondée en 1919,, en tant qu'établissement supérieur de langue anglaise, par une institution chrétienne américaine, l'American Mission in Egypt. C'est une mission protestante parrainée par l'Église presbytérienne unie d'Amérique du Nord (United Presbyterian Church of North America). L'Égypte est alors placée sous protectorat britannique. À l'époque, existait essentiellement comme établissement de formation supérieure au Caire l'Université égyptienne créée en 1908, et l'Université al-Azhar, associée à la mosquée sunnite de même nom et particulièrement ancienne (fondée vers l'an 970). Initialement réservée aux étudiants masculins, l'AUC accepte sa première étudiante en 1928.
L'établissement, privé et cher (10 000 dollars par an selon le quotidien français Libération en 1999), est réputé accueillir les enfants de l'élite égyptienne. Il a été pour l'opinion publique égyptienne une des incarnations sur place des Etats-Unis, et est quelquefois utilisé par le pouvoir égyptien pour montrer à cette opinion publique qu'il reste indépendant par rapport à cet « encombrant allié américain », en faisant pression sur ses programmes ou en censurant le contenu de sa bibliothèque,. Ahmed Dallal, nommé comme 13e président de cette institution en fin d'année 2021, en est le premier président d'origine arabe.
L'implantation initiale est sur la place Tahrir. Mais en 2003, Suzanne Moubarak, alors première dame d'Égypte, pose la première pierre d'un nouveau campus à quelques dizaines kilomètres de là, dans la ville nouvelle dite le Nouveau Caire. En 2016, elle est classée par le U.S. News & World Report au 28e rang du classement régional 2016 des universités arabes.

## Personnalités liées à l'université

### Professeurs
- Graham Harman,  philosophe américain.
- Salima Ikram, professeure d'égyptologie.
- Huda Lutfi, artiste égyptienne.
- Névine Allouba, artiste lyrique soprano égyptienne.
- Lawrence Wright, journaliste américain.

### Étudiants
- Amr Waked, acteur.
- John O. Brennan, directeur de la Central Intelligence Agency.
- Juan Cole, historien du Moyen-Orient moderne et Asie du Sud.
- Maumoon Abdul Gayoom, président de la République des Maldives de 1978 à 2008.
- Etidal Osman, auteure égyptienne.
- Mona El-Shazly,  animatrice égyptienne de talk show.
- Mona Eltahawy, journaliste, écrivaine, militante féministe.
- Yuriko Koike,  femme politique et ministre japonaise.
- Rana el Kaliouby, chercheuse dans le domaine de la reconnaissance faciale IA
- Dan Stoenescu, diplomate et ministre roumain
- Randa Siniora, militante palestinienne des droits humains et des droits des femmes.
- Nadeen Ashraf, féministe égyptienne.
- Chirine El Ansary, conteuse égyptienne.
- Khayam Turki, homme politique tunisien.
- Hala Elkoussy, artiste et réalisatruce égyptienne.
- Intisar el-Zein Soughayroun, archéologue et ministre soudanaise.